# Авъл Цецина Пет
Авъл Цецина Пет (на латински: Aulus Caecina Paetus; † 42 г.) е политик и сенатор на ранната Римска република.
От септември 37 г. той е суфектконсул заедно с Гай Каниний Ребил.
Той е баща на Гай Леканий Бас Цецина Пет (суфектконсул 70 г.), който е осиновен от Гай Леканий Бас (консул 64 г.), който осиновява и Гай Леканий Бас Пакций Пелигнум.